# Blangy-Tronville
Blangy-Tronville és un municipi francès situat al departament del Somme i a la regió dels Alts de França. L'any 2007 tenia 529 habitants.

## Demografia

### Població

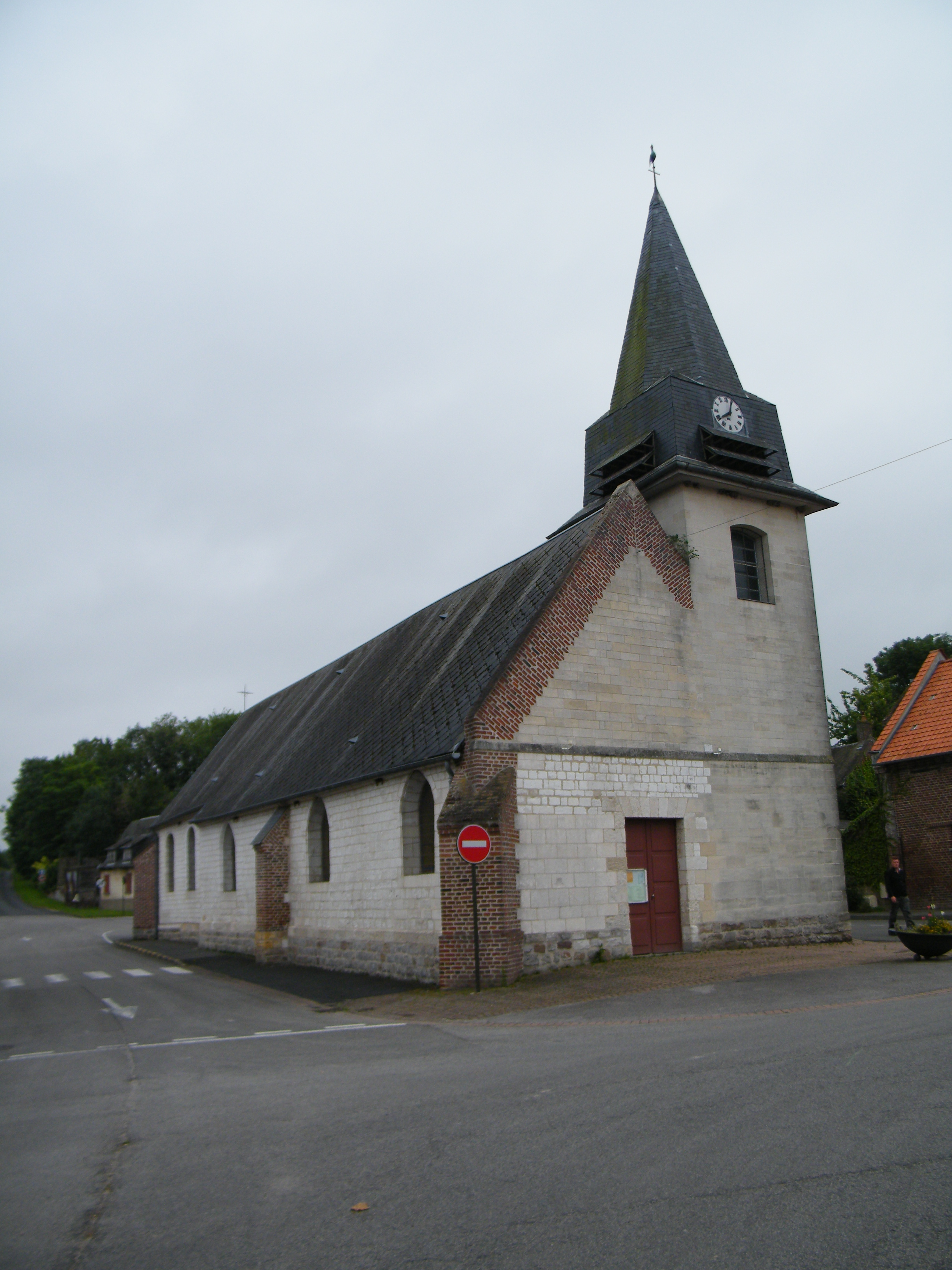

El 2007 la població de fet de Blangy-Tronville era de 529 persones. Hi havia 189 famílies de les quals 32 eren unipersonals (16 homes vivint sols i 16 dones vivint soles), 56 parelles sense fills, 93 parelles amb fills i 8 famílies monoparentals amb fills.
La població ha evolucionat segons el següent gràfic:
Habitants censats

### Habitatges
El 2007 hi havia 199 habitatges, 193 eren l'habitatge principal de la família i 6 estaven desocupats. Tots els 197 habitatges eren cases. Dels 193 habitatges principals, 179 estaven ocupats pels seus propietaris, 9 estaven llogats i ocupats pels llogaters i 5 estaven cedits a títol gratuït; 1 tenia una cambra, 1 en tenia dues, 18 en tenien tres, 40 en tenien quatre i 133 en tenien cinc o més. 157 habitatges disposaven pel capbaix d'una plaça de pàrquing. A 53 habitatges hi havia un automòbil i a 124 n'hi havia dos o més.

### Piràmide de població

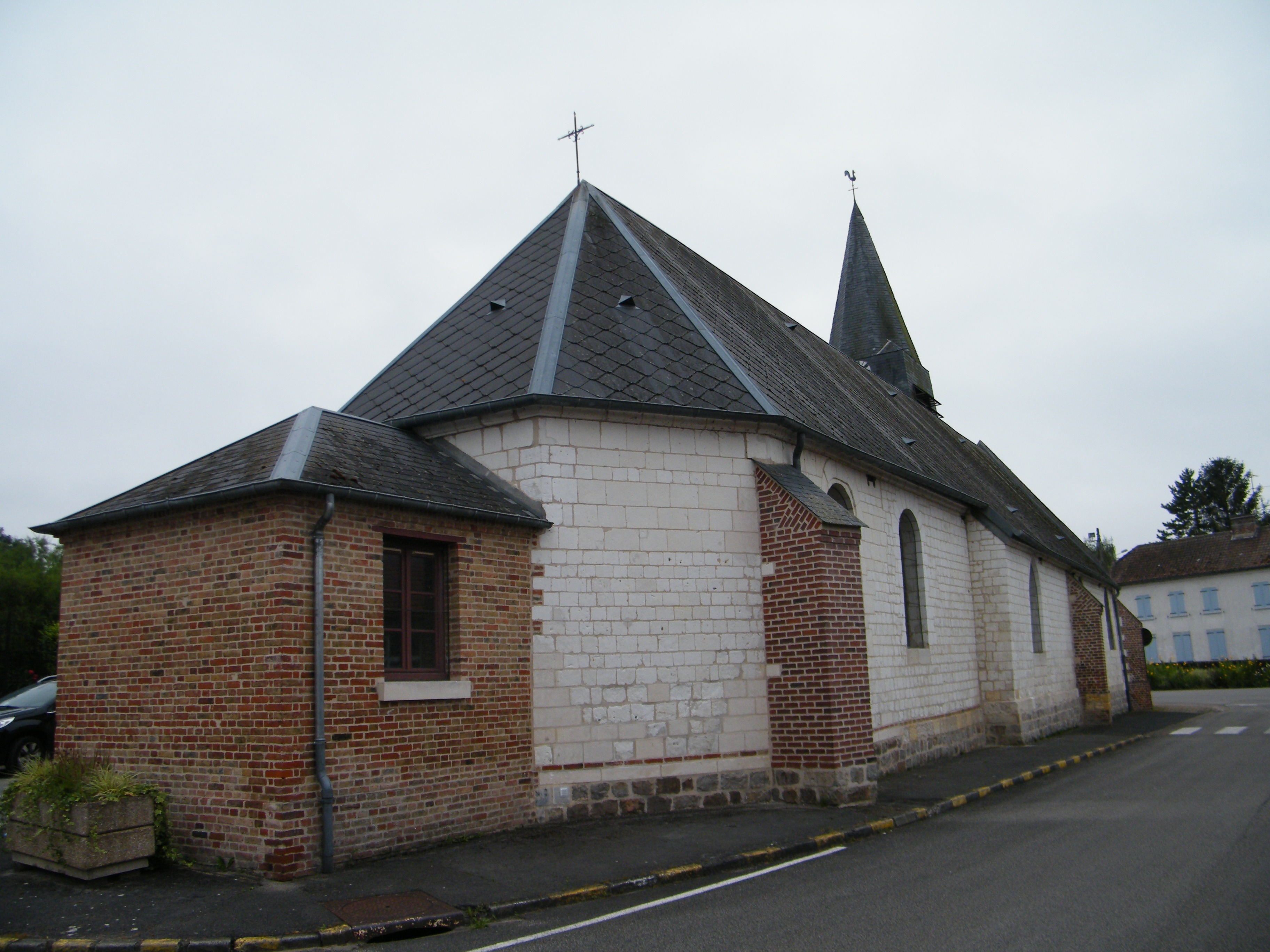

La piràmide de població per edats i sexe el 2009 era:
| Homes | Edats   | Dones |
| ----- | ------- | ----- |
| 0     | 95 o +  | 4     |
| 0     | 90 a 94 | 0     |
| 0     | 85 a 89 | 4     |
| 8     | 80 a 84 | 4     |
| 8     | 75 a 79 | 8     |
| 0     | 70 a 74 | 4     |
| 4     | 65 a 69 | 4     |
| 8     | 60 a 64 | 12    |
| 12    | 55 a 59 | 16    |
| 36    | 50 a 54 | 16    |
| 32    | 45 a 49 | 40    |
| 20    | 40 a 44 | 28    |
| 20    | 35 a 39 | 12    |
| 20    | 30 a 34 | 32    |
| 0     | 25 a 29 | 16    |
| 20    | 20 a 24 | 12    |
| 20    | 15 a 19 | 28    |
| 32    | 10 a 14 | 36    |
| 16    | 5 a 9   | 8     |
| 16    | 0 a 4   | 8     |

## Economia
El 2007 la població en edat de treballar era de 379 persones, 265 eren actives i 114 eren inactives. De les 265 persones actives 248 estaven ocupades (140 homes i 108 dones) i 17 estaven aturades (8 homes i 9 dones). De les 114 persones inactives 47 estaven jubilades, 42 estaven estudiant i 25 estaven classificades com a «altres inactius».

### Ingressos
El 2009 a Blangy-Tronville hi havia 194 unitats fiscals que integraven 538,5 persones, la mediana anual d'ingressos fiscals per persona era de 21.218 €.

### Activitats econòmiques

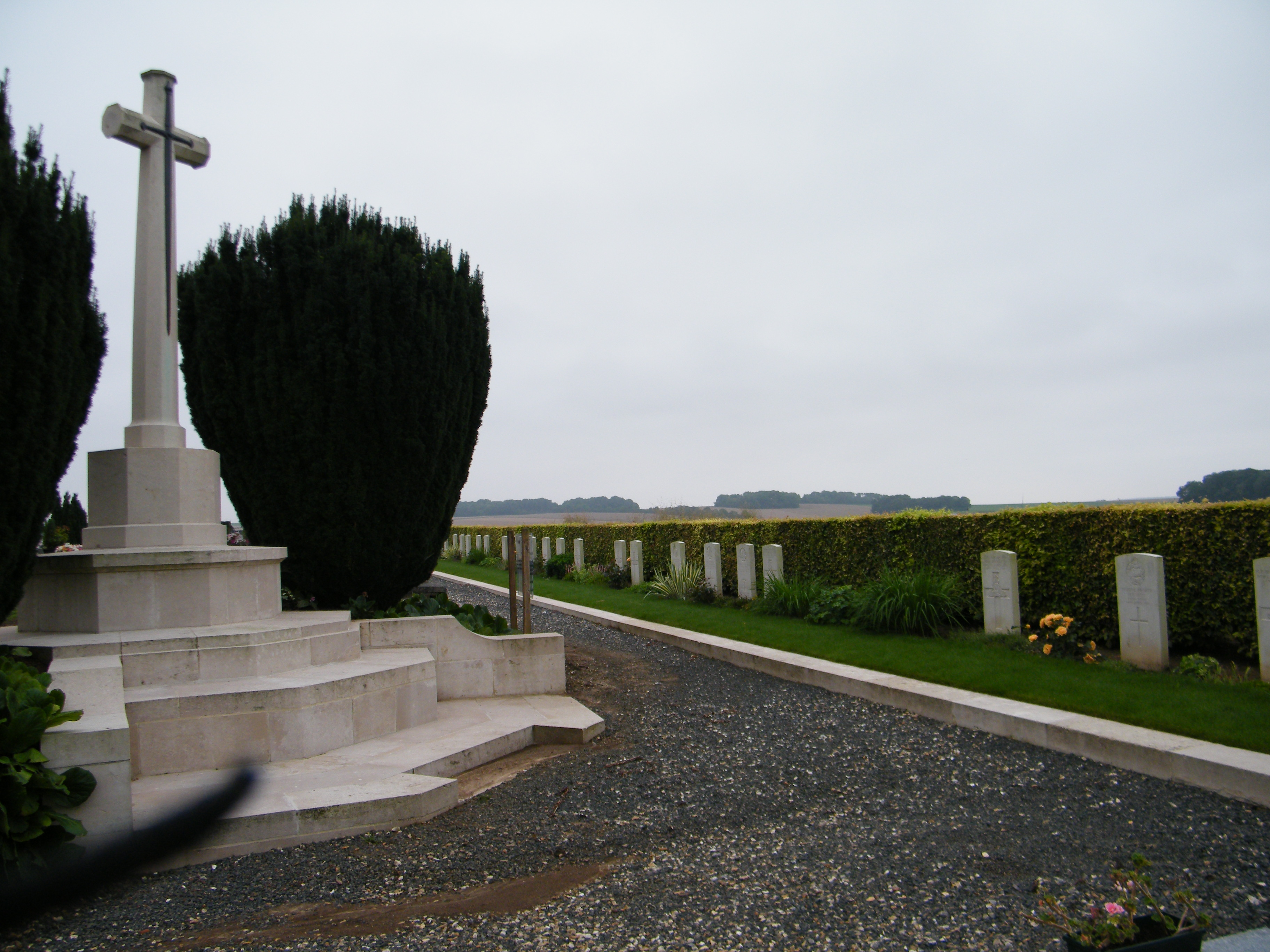

Dels 7 establiments que hi havia el 2007, 1 era d'una empresa de fabricació d'altres productes industrials, 1 d'una empresa de construcció, 2 d'empreses de comerç i reparació d'automòbils, 1 d'una empresa de transport, 1 d'una empresa d'hostatgeria i restauració i 1 d'una empresa de serveis.
Dels 2 establiments de servei als particulars que hi havia el 2009, 1 era un electricista i 1 restaurant.
L'any 2000 a Blangy-Tronville hi havia 10 explotacions agrícoles que ocupaven un total de 959 hectàrees.

## Equipaments sanitaris i escolars
El 2009 hi havia una escola elemental integrada dins d'un grup escolar amb les comunes properes formant una escola dispersa.

## Poblacions properes
El següent diagrama mostra les poblacions més properes.